# Régime militaire du Koryŏ
 (signalé en mai 2025).
Si vous disposez d'ouvrages ou d'articles de référence ou si vous connaissez des sites web de qualité traitant du thème abordé ici, merci de compléter l'article en donnant les références utiles à sa vérifiabilité et en les liant à la section « Notes et références ».
- Archive Wikiwix
- Bing
- Cairn
- DuckDuckGo
- E. Universalis
- Gallica
- Google
- G. Books
- G. News
- G. Scholar
- Persée
- Qwant
- (zh) Baidu
- (ru) Yandex
- (wd) trouver des œuvres sur Wikidata

Le Régime militaire du Koryŏ (hangeul : 무신정권 ; hanja : 武臣政權 ; RR : Musin Jeonggwon ; MR : Musin Jŏnggwŏn) est une phase de l'histoire du royaume coréen du Koryŏ lors de laquelle le pouvoir royal passe sous la coupe d'une dictature militaire. Elle commence par un coup d'État en 1160 et s'achève avec la révolte de Sam-byŏlch'o de 1270.

## Liste des dirigeants
| Nom                            | Début | Fin  | Monarque                                  | Notes |
| ------------------------------ | ----- | ---- | ----------------------------------------- | --- |
| Yi Ŭi-bang                     | 1170  | 1174 | Ŭijong Myŏngjong                          | Mène une rébellion contre le gouvernement civil et parvient à renverser le Ŭijong, installe Myŏngjong comme roi fantoche. Renversé à son tour.           |
| Chŏng Chung-bu                 | 1174  | 1179 | Myŏngjong                                 | Participe à la révolte de 1170, fait assassiner Yi Ŭi-bang. Renversé à son tour.                                                                         |
| Kyŏng Tae-sŭng                 | 1179  | 1183 | Myŏngjong                                 | Fait assassiner Chŏng Chung-bu et sa famille. Cherche à rétablir le pouvoir royal, mais est haïe par Myŏngjong, ce qui empêche la réalisation du projet. |
| Yi Ŭi-min                      | 1183  | 1196 | Myŏngjong                                 | Exerce le pouvoir à la demande de Myŏngjong. Renversé.                                                                                                   |
| Régime militaire du clan Ch'oe |       |      |                                           | |
| Ch'oe Ch'ung-hǒn               | 1196  | 1219 | Myŏngjong Sinjong Hŭijong Kangjong Kojong | Prend le pouvoir en faisant assassiner Yi Ŭi-min. Ch'oe Ch'ung-hǒn établit la lignée familiale des Ch'oe (1196 - 1258).                                  |
| Ch'oe U                        | 1219  | 1249 | Kojong                                    | Fils de Ch'oe Ch'ung-hǒn. |
| Ch'oe Hang                     | 1249  | 1257 | Kojong                                    | Fils de Ch'oe U. |
| Ch'oe Ŭi                       | 1257  | 1258 | Kojong                                    | Fils de Ch'oe Hang. Reversé et assassiné par Kim Jun. |
| Régimes ultérieurs             |       |      |                                           | |
| Kim Jun                        | 1258  | 1268 | Kojong Wonjong                            | Assassine Ch'oe Ŭi. Renversé à son tour. |
| Im Yeon                        | 1268  | 1270 | Wonjong Yeongjong of Goryeo (en) Wonjong  | Assassine Kim Jun. Tentative infructueuse de rétablir l'autorité royale.                                                                                 |
| Im Yŏn                         | 1270  | 1270 | Wonjong                                   | Fils de Im Yeon, renversé par les Mongols. Fin des régimes militaires.                                                                                   |